# John Hutton
John Matthew Patrick Hutton  (* Essex, 1955 -   ) es un político británico del Partido Laborista. Diputado en la Cámara de los Comunes por el distrito de Barrow y Furness entre 1992 y 2010 y varias veces miembro del Gobierno, en el que ocupó los ministerios de Comercio (2007-2008) y de Defensa (2008-2009), hasta su dimisión el 5 de junio de 2009. En 2010 le fue otorgado el título de Barón Hutton de Furness y como tal ingresó en la Cámara de los Lores donde se sienta entre los escaños laboristas.

## Biografía
Nació el 6 de mayo de 1955, en Londres, Inglaterra. Realizó sus estudios en Magdalen College, Oxford. Contrajo matrimonio con Rosemary Caroline Little en 1978 en Oxford. Tuvieron tres hijos y una hija (Edward, Jack, George y Freya) antes de divorciarse en 1993. 